# Holcocera rufopunctilla
Holcocera rufopunctilla é uma espécie de mariposa do gênero Holcocera pertencente à família Coleophoridae.